# Fontaine (familie)
Fontaine, ook gekend onder de namen Fontaine de Fromentel, Fontaine dit de Thiéblin, Fontaine de Ghélin en de Fontaine, is een Belgische adellijke familie.

## Geschiedenis
In 1767 verleende keizerin Maria Theresia erfelijke adel aan Albert-Michel Fontaine, heer van Fromentel (zie hierna).

## Genealogie
- Johan Fontaine († 1568), x Resteau.
  - Martin Fontaine († 1624), genaamd de Oude, x Marguerite Corroyer.
    - Antoine-Martin Fontaine († 1657), x Louise-Françoise le Sergeant († 1671).
      - Antoine-Philippe Fontaine (1617-1688), xx Catherine de Braine.
        - Nicolas Fontaine (1659-1717), heer van Ghélin, x Jacqueline Grart († 1736).
          - Pierre Fontaine (1687-1741), x Marie-Isabelle van Buggenhout († 1752).
            - Albert-Michel Fontaine (1725-1778), heer van Fromentel, x Marie-Thérèse Fontaine (1729-1762), vrouwe van Thiéblin.
              - Nicolas-Norbert Fontaine (1760-1808), heer van Fromentel, advocaat in Bergen, x Madeleine-Philippine Larguillière (1766-1836).
                - Charles-Antoine Fontaine de Fromentel (zie hierna).

              - Christophe Eugène Fontaine (1762-1813), x Anne-Françoise Vlemincx (1758-1791). Hij was baljuw van de stad, provoostschap en graafschap van Roeulx.
                - Charles-Eugène Fontaine dit de Thiéblin (zie hierna).

          - François-Paul Fontaine (1696-1782) heer van Ghélin, kapitein bij de Burgerwacht van Bergen, x Cicercule de Braine (1714-1791).
            - Philippe Fontaine de Ghélin (zie hierna).

  - Michel Fontaine, x du Welz, xx Hofmans.
    - Philippe Fontaine († 1680), x Marie de Gaudissart.
      - Pierre Fontaine (° 1640), x Marie-Thérèse Monthuy.
        - Pierre-Philippe Fontaine, x Marie-Joseph Dinand.
          - Antoine-Joseph Fontaine († 1812), x Marie-Catherine Noirsain.
            - Pierre de Fontaine (zie hierna).

        - Pierre-Joseph Fontaine, x Charon.
          - Pierre-Philippe Fontaine, x Philippine Brunin.
            - Auguste Fontaine (1806-1872), x Marie Le Pas (1802-1880).
              - Alfred Fontaine (1828-1890), x Louise Grossot de Vercy.
                - Robert de Fontaine (zie hierna).

## Charles Fontaine de Fromentel
Charles Antoine Joseph Fontaine de Fromentel (Bergen, 30 september 1793 - 22 december 1875) was luitenant in het Franse keizerlijk leger, raadslid en schepen van Bergen. Hij trouwde met zijn nicht Françoise Fontaine (1790-1871), dite de Thiéblin, dochter van Eugène Fontaine-Vlemincx, algemeen baljuw van Bergen en lid van de Provinciale Staten van Henegouwen. Ze hadden twee zoons en twee dochters, zonder verdere afstammelingen. In 1826 werd Charles onder het Verenigd Koninkrijk der Nederlanden erkend in de erfelijke adel. De familietak doofde uit in 1875.

## Charles Fontaine de Thiéblin
Charles Eugène Fontaine dit de Thiéblin (Blaregnies, 16 augustus 1791 - Bergen, 18 mei 1849) trouwde in 1828 met Sophie de Biseau (1799-1872). Ze kregen een zoon en een dochter, zonder verdere afstammelingen. In 1827, onder het Verenigd Koninkrijk der Nederlanden, werd hij erkend in de erfelijke adel. Charles-Eugène werd thesaurier en ondervoorzitter van het bestuur van de gevangenis in Bergen. De familietak doofde uit in 1902.

## Philippe Fontaine de Ghélin
Philippe Joseph Fontaine de Ghélin (Bergen, 23 november 1743 - Herchies, 18 juli 1828), licentiaat in de rechten, majoor van de Burgerwacht, trouwde in 1790 met Augustine Caroly (1759-1820). Ze kregen zes kinderen, met afstammelingen tot heden. Hij werd in 1823 erkend in de erfelijke adel.

## Pierre Defontaine
Pierre Joseph Désiré de Fontaine was de stichter van de Usines métallurgiques du Hainaut en werd suppleant voor het Nationaal Congres. Hij werd in 1829 erkend in de erfelijke adel. Toen hij op 1 mei 1833 overleed waren de open brieven nog steeds niet gelicht, zodat de adellijke erkenning niet doorging.

## Robert de Fontaine
- Robert Louis Auguste de Fontaine (Charleroi, 3 september 1864 - 20 september 1948) trouwde in 1896 met Augusta Gillis (1873-1915). Hij was advocaat en stafhouder in Charleroi. In 1924 werd hij in de adelstand verheven en in 1938 kreeg het de titel ridder, overdraagbaar bij eerstgeboorte.
  - Jean de Fontaine (1897-1981), Belgisch ambassadeur, trouwde in 1930 met barones Hélène van den Branden de Reeth (1910-1936).
    - Didier de Fontaine (° 1931), burgerlijk ingenieur, hoogleraar aan de universiteit Berkeley (Californië), trouwde in 1960 met Danielle van Outryve d'Ydewalle (° 1938), dochter van baron Pierre van Outryve d'Ydewalle. Met afstammelingen tot heden.